# Mugo Rayeuk
Mugo Rayeuk is een bestuurslaag in het regentschap Aceh Barat van de provincie Atjeh, Indonesië. Mugo Rayeuk telt 369 inwoners (volkstelling 2010).
In Mugo Rayeuk staat het grafmonument van Teukoe Oemar, een belangrijke aanvoerder van de Atjehers in de strijd tegen het KNIL.